# Polycarpaea linearifolia
Polycarpaea linearifolia är en nejlikväxtart som först beskrevs av Dc., och fick sitt nu gällande namn av Dc. Polycarpaea linearifolia ingår i släktet Polycarpaea och familjen nejlikväxter. Inga underarter finns listade i Catalogue of Life.